# Fogolârs furlans
I Fogolârs furlans (al singolare: "Fogolâr Furlan", ossia "Focolare Friulano") sono delle associazioni diffuse in tutto il mondo e costituite da emigrati originari del Friuli Storico e loro discendenti, perlopiù nativi locutori di lingua friulana, ma anche della lingua veneta (per gli originari dell'area venetofona in provincia di Pordenone e Venezia, o di altre piccole isole linguistiche venete, come la Bisiacaria), del Resiano, dei dialetti germanici del Friuli e talvolta anche dello sloveno beneciano.

## Descrizione
Situate perlopiù nei centri di maggiore immigrazione, sono associazioni che raccolgono l'eredità culturale e sociale dei friulani nel mondo, e che promuovono il mantenimento e lo sviluppo della lingua e della cultura tra i friulani "delle generazioni successive" nonché i rapporti tra le comunità e la madrepatria. Ne esistono numerosi anche in Italia, specie nelle località di forte migrazione storica come l'Agro Pontino o le grandi città del nord e del centro.
Inoltre due Fogolârs Furlans sono presenti in aree storiche del Friuli, ossia quello di Portogruaro, mandamento storicamente appartenuto al Friuli ma dall'800 aggregato alla provincia di Venezia, area pertanto non di immigrazione ma di presenza storica friulana, e quello di Monfalcone, area storica friulana dove tuttavia i friulani (tali per lingua praticata e/o per semplice affermazione di identità) sono oggi una minoranza in confronto alla componente veneto-giuliana maggioritaria.
Inoltre aiutano l'inserimento dei friulani migranti nella nuova società
Oltre ai "Fogolârs Furlans" esistono varie associazioni nel mondo del tutto analoghe che portano però il nome di "Famee Furlane" ("famiglia friulana", al plurale "Fameis Furlanis") e in Francia "France-Frioul".
Tutte queste associazioni costituiscono di fatto una rete, collegata alla madrepatria da numerose attività volontarie, nonché dalle attività sociali e informative promosse dall'Ente Friuli Nel Mondo, ente privato della regione Friuli-Venezia Giulia che dal 1952 pubblica un mensile bilingue italiano/friulano (Friuli nel Mondo) distribuito per corrispondenza e avente la sua massima diffusione proprio tra i soci e i simpatizzanti dei Fogolârs.